# Amnicola winkleyi
Amnicola winkleyi är en snäckart som beskrevs av Henry Augustus Pilsbry 1912. Amnicola winkleyi ingår i släktet Amnicola och familjen tusensnäckor.

## Underarter
Arten delas in i följande underarter:
- A. w. winkleyi
- A. w. mozleyi